# Linea Yonesaka

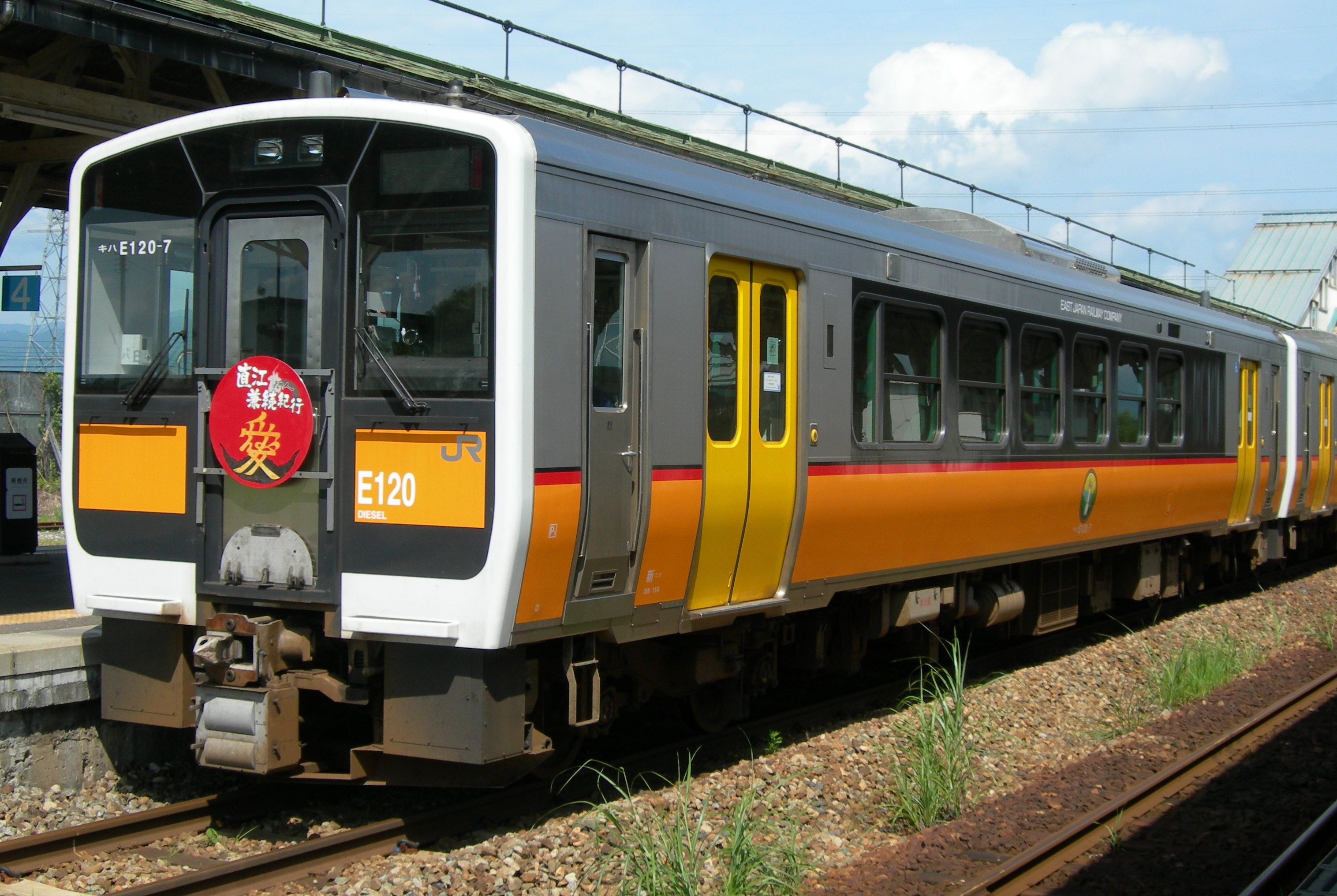
Autotreno della serie E120 in livrea Yonesaka

La linea Yonesaka (米坂線?, Rikuu sai-sen) è una linea ferroviaria giapponese a carattere regionale gestita dalla JR East a scartamento ridotto che collega le stazioni di Yonezawa nella città omonima e di Sakamachi, nella cittadina di Murakami, la prima nella prefettura di Yamagata e la seconda in quella di Niigata. Il nome deriva dai nomi dei due capolinea, Yonezawa (米沢) e Sakamachi (坂町).

## Servizi
La linea è a traffico esclusivamente locale, con treni che effettuano tutte le fermate per tutto il percorso della linea. Sono presenti anche alcuni treni che percorrono il solo tratto Yonezawa - Imaizumi o Uzen-Tsubaki, mentre il tratto occidentale della linea, vista la bassa richiesta, vede fasce orarie prive di treni per anche 4 ore. Il rapido Benibana collega inoltre Yonezawa a Niigata, fermando in tutte le stazioni della linea, e quindi solo nelle principali fra Sakamachi e Niigata, sulla linea principale Uetsu.

## Stazioni
| Stazione         | Giapponese | Distanza da Yonezawa | Collegamenti                            | Posizione | Posizione |
| ---------------- | ---------- | -------------------- | --------------------------------------- | --------- | --------- |
| Yonezawa         | 米沢       | 0.0                  | Yamagata Shinkansen Linea principale Ōu | Yonezawa  | Yamagata  |
| Minami-Yonezawa  | 南米沢     | 3.1                  |                                         | Yonezawa  | Yamagata  |
| Nishi-Yonezawa   | 西米沢     | 6.5                  |                                         | Yonezawa  | Yamagata  |
| Narushima        | 成島       | 9.6                  |                                         | Yonezawa  | Yamagata  |
| Chūgun           | 中郡       | 12.5                 |                                         | Kawanishi | Yamagata  |
| Uzen-Komatsu     | 羽前小松   | 16.9                 |                                         | Kawanishi | Yamagata  |
| Inukawa          | 犬川       | 19.4                 |                                         | Kawanishi | Yamagata  |
| Imaizumi         | 今泉       | 23.0                 | Linea Flower Nagai                      | Nagai     | Yamagata  |
| Hagyū            | 萩生       | 27.3                 |                                         | Iide      | Yamagata  |
| Uzen-Tsubaki     | 羽前椿     | 30.1                 |                                         | Iide      | Yamagata  |
| Tenoko           | 手ノ子     | 34.7                 |                                         | Iide      | Yamagata  |
| Uzen-Numazawa    | 羽前沼沢   | 43.9                 |                                         | Oguni     | Yamagata  |
| Isaryō           | 伊佐領     | 50.0                 |                                         | Oguni     | Yamagata  |
| Uzen-Matsuoka    | 羽前松岡   | 54.7                 |                                         | Oguni     | Yamagata  |
| Oguni            | 小国       | 58.3                 |                                         | Oguni     | Yamagata  |
| Echigo-Kanamaru  | 越後金丸   | 67.8                 |                                         | Sekikawa  | Niigata   |
| Echigo-Katakai   | 越後片貝   | 73.1                 |                                         | Sekikawa  | Niigata   |
| Echigo-Shimoseki | 越後下関   | 79.7                 |                                         | Sekikawa  | Niigata   |
| Echigo-Ōshima    | 越後大島   | 83.5                 |                                         | Sekikawa  | Niigata   |
| Sakamachi        | 坂町       | 90.7                 | Linea principale Uetsu                  | Murakami  | Niigata   |

## Materiale rotabile
- Automotrice diesel KiHa serie 110
- Automotrice diesel KiHa serie 120